# Copa do Mundo de Futebol Americano de 2015
A Copa do Mundo da IFAF de 2015 (em inglês: 2015 IFAF World Championship) foi a quinta edição da competição de futebol americano entre as seleções nacionais deste esporte.
Esta competição seria sediada originalmente na Suécia, porém o país desistiu de receber o evento. De forma emergencial, os Estados Unidos foram escolhidos como novo país-sede desta Copa do Mundo IFAF, cujas partidas ocorreram na cidade de Canton (onde nasceu a NFL em 1920), no estado de Ohio. O local de todas as disputas foi o Tom Benson Hall of Fame Stadium.
A seleção dos Estados Unidos conquistou seu terceiro título seguido, após derrotar o Japão na decisão desta competição. O Brasil, em sua primeira participação, colocou três jogadores na seleção deste evento (conhecida como IFAF World Championship All Tournament Team).

## Participantes
Segue-se, abaixo, as seleções que se qualificaram para esta edição da competição.
| Confederação | Torneio de Qualificação                         | Data                   | Local         | Vagas | Qualificados      |  |
| ------------ | ----------------------------------------------- | ---------------------- | ------------- | ----- | ----------------- |  |
| Europa       | Sede                                            | 12 de outubro de 2011  |               | 4     | Suécia *1         |  |
| Europa       | Copa Europeia de Futebol Americano de 2014      | 3 de junho de 2014     | Áustria       | 4     | Alemanha *1       |  |
| Europa       | Copa Europeia de Futebol Americano de 2014      | 4 de junho de 2014     | Áustria       | 4     | Áustria *1        |  |
| Europa       | Copa Europeia de Futebol Americano de 2014      | 7 de junho de 2014     | Áustria       | 4     | França            |  |
| Pan-América  | Copa do Mundo de Futebol Americano de 2011      | 16 de julho de 2011    | Áustria       | 4     | Canadá *2         |  |
| Pan-América  | Copa do Mundo de Futebol Americano de 2011      | 16 de julho de 2011    | Áustria       | 4     | Estados Unidos *3 |  |
| Pan-América  | Copa do Mundo de Futebol Americano de 2011      | 16 de julho de 2011    | Áustria       | 4     | México            |  |
| Pan-América  | Qualificação das Américas (Panamá vs Brasil)    | 31 de janeiro de 2015  | Panamá        | 4     | Brasil            |  |
| Ásia         | Qualificação Asiática (Coreia do Sul vs Kuwait) | 12 de abril de 2014    | Coreia do Sul | 2     | Coreia do Sul     |  |
| Ásia         | Qualificação Asiática (Japão vs Filipinas)      | 26 de abril de 2014    | Japão         | 2     | Japão             |  |
| Oceania      | Qualificação Oceânica                           | 3 de dezembro de 2013  |               | 1     | Austrália         |  |
| África       | Qualificação Africana (Egito vs Marrocos)       | 13 de dezembro de 2014 | Egito         | 1     | Marrocos *1       |  |
| Total        |                                                 |                        |               | 12    |                   |  |

Notas:
*1 - Após a Suécia anunciar que desistiria de receber o evento, as seleções alemã, austríaca e marroquina desistiram de disputar a competição por razões de logística. A equipe sueca, como penalização por sua ação, perdeu a sua vaga e o direito de disputar a competição.
*2 - Alegando questões de logística e financeiras, a seleção canadense deixou de se fazer presente nesta competição (ação esta ocorrida após a tabela ter sido divulgada).
*3 - Com a desistência da Suécia, os Estados Unidos foram escolhidos como país-sede do evento (em 6 de janeiro de 2015).

## Regulamento
As oito equipes participantes foram dividas em dois grupos de igual número de seleções em cada. O grupo A com os países melhor ranqueados. As partidas foram disputadas dentro de cada chave, no formato de partidas eliminatórias simples, qualificando-se para as semi-finais os três primeiros colocados do grupo A e o melhor classificado o grupo B. As demais equipes foram para a disputa do quinto ao oitavo lugar.
Até as finais, manteve-se a disputa no mesmo sistema da primeira fase, sagrando-se campeã a equipe vencedora na decisão da competição.

## Primeira fase
Segue-se, abaixo, a divisão dos grupos para a primeira fase desta competição.
| Grupo A                                    | Grupo B                                       |
| ------------------------------------------ | --------------------------------------------- |
| - Canadá - Estados Unidos - México - Japão | - Austrália - Brasil - Coréia do Sul - França |

### Jogos
Todas as partidas estão no horário local de sua sede (UTC−04:00).

#### Grupo A
|  | Semifinal - Grupo A |                     |                     |  |  |                    |                    |                    |
|  |                     | Estados Unidos      | 30                  |  |  |                    |                    |                    |
|  |                     | México              | 6                   |  |  | Final - Grupo A    | Final - Grupo A    | Final - Grupo A    |
|  |                     |                     |                     |  |  |                    | Estados Unidos     | 43                 |
|  | Semifinal - Grupo A | Semifinal - Grupo A | Semifinal - Grupo A |  |  | Japão              | 18                 |                    |
|  |                     | Canadá              |                     |  |  |                    |                    |                    |
|  |                     | Japão               |                     |  |  | 3º lugar - Grupo A | 3º lugar - Grupo A | 3º lugar - Grupo A |
|  |                     |                     |                     |  |  |                    | México             |                    |
|  |                     |                     |                     |  |  |                    | Canadá             |                    |

#### Grupo B
|  | Semifinal - Grupo B |                     |                     |  |  |                    |                    |                    |
|  |                     | Austrália           | 47                  |  |  |                    |                    |                    |
|  |                     | Coreia do Sul       | 6                   |  |  | Final - Grupo B    | Final - Grupo B    | Final - Grupo B    |
|  |                     |                     |                     |  |  |                    | Austrália          | 3                  |
|  | Semifinal - Grupo B | Semifinal - Grupo B | Semifinal - Grupo B |  |  | França             | 53                 |                    |
|  |                     | França              | 31                  |  |  |                    |                    |                    |
|  |                     | Brasil              | 6                   |  |  | 3º lugar - Grupo B | 3º lugar - Grupo B | 3º lugar - Grupo B |
|  |                     |                     |                     |  |  |                    | Brasil             | 28                 |
|  |                     |                     |                     |  |  |                    | Coreia do Sul      | 0                  |

## Fase final
Todas as partidas estão no horário local de sua sede (UTC−04:00).

#### Finais
|  | Semifinal |                |           |  |  |          |                |          |
|  | 1A        | Estados Unidos | 82        |  |  |          |                |          |
|  | 1B        | França         | 0         |  |  | Final    | Final          | Final    |
|  |           |                |           |  |  |          | Estados Unidos | 59       |
|  | Semifinal | Semifinal      | Semifinal |  |  | Japão    | 12             |          |
|  | 2A        | Japão          | 35        |  |  |          |                |          |
|  | 3A        | México         | 7         |  |  | 3º lugar | 3º lugar       | 3º lugar |
|  |           |                |           |  |  |          | França         | 7        |
|  |           |                |           |  |  |          | México         | 20       |

#### Disputa pelo 5º lugar
|  | Semifinal - 5º lugar |                      |                      |  |  |                    |                    |                    |
|  | 4A                   | Canadá               |                      |  |  |                    |                    |                    |
|  | 4B                   | Coreia do Sul        |                      |  |  | Disputa - 5º lugar | Disputa - 5º lugar | Disputa - 5º lugar |
|  |                      |                      |                      |  |  |                    | Coreia do Sul      | 14                 |
|  | Semifinal - 5º lugar | Semifinal - 5º lugar | Semifinal - 5º lugar |  |  | Austrália          | 42                 |                    |
|  | 2B                   | Austrália            | 16                   |  |  |                    |                    |                    |
|  | 3B                   | Brasil               | 8                    |  |  | Disputa - 7º lugar | Disputa - 7º lugar | Disputa - 7º lugar |
|  |                      |                      |                      |  |  |                    | Canadá             |                    |
|  |                      |                      |                      |  |  |                    | Brasil             |                    |